# Eperjes
Eperjes es un pueblo ubicado en el distrito de Szentes, en el condado de Csongrád-Csanád, Hungría.

## Superficie
Posee una superficie de 73,89 kilómetros cuadrados.

## Demografía
Hasta 2023 la población era de 387 habitantes, con una densidad de población de 5,24 habitantes por kilómetro cuadrado.